# 최대성 (야구인)
최대성(崔大成, 1985년 5월 17일 ~ )은 전 KBO 리그 두산 베어스의 투수이다.

## 선수 시절

### 아마추어 시절
부산중학교 시절 팀 내 에이스였으나, 2001년 부산고등학교 입학 후에는 조성옥 감독에 의해 포수로 포지션이 변경됐다. 선배 전병두, 동기 장원준-박정태, 후배 이왕기 등 투수 자원이 넘쳐나 설 자리가 없었고, 3학년 때인 2003년에 들어서야 투수로 등판해 54⅓이닝을 소화했다.

### 롯데 자이언츠시절
2004년 롯데 자이언츠의 2차 2순위(전체 9순위) 지명을 받아 입단하였고, 데뷔 초기부터 주로 중간 계투로 등판하다 2007년에 3승 2패, 7세이브, 2점대 평균자책점을 기록하며 가능성을 보여줬다. 그 해 5월 10일 SK전에서 158km/h의 패스트볼로 KBO 리그 최고 구속 타이 기록을 작성하며 국내 최고 파이어볼러로서 위력을 과시했지만 당시 한화 이글스의 감독이었던 김인식이 "가만히 있으면 다 볼"이라고 말할 정도로 불안한 제구력은 여전히 약점이었다.
2008년 7월 15일에 토미 존 수술을 받고 1군에 오르지 못한 채 2009년 시즌 후 입소해 부산고등법원에서 사회복무요원으로 복무한 후 소집 해제됐다.
2012년 8월 8일 LG전에서 2,310일 만에 세이브를 기록했고, 한 달 뒤인 9월 7일 한화전에서 159km/h의 공을 던져 자신의 최고 구속 기록을 경신했다. 양떼 야구의 핵으로써 빠른 볼을 앞세워 팀의 마당쇠 역할을 훌륭히 수행하며 71경기에 출전해 67.2이닝동안 8승 8패, 1세이브, 17홀드, 3점대 평균자책점을 기록해 데뷔 후 최고의 성적으로 시즌을 마감했다.
그러나 2013년 팔꿈치에서 뼛조각이 발견돼 다시 시즌을 마감했다.
2014년에는 부상에서 복귀했고 41경기에 출전해 2승 2패, 1홀드, 2점대 평균자책점으로 시즌을 마감했다. 팀 내 40경기 이상 출전한 선수 중 가장 평균자책점이 낮았지만 코칭스태프에게 믿음을 주지 못하고 1군과 2군을 오가며 시즌을 보냈다.

### KT 위즈시절
2015년 롯데 자이언츠와의 4:5 트레이드를 통해 이적하였다. 고질적인 부상의 여파로 인해 트레이드 첫 해에 다시 수술을 받았고, 3년 동안 원 포인트 릴리프로서 8경기에 출전해 2.2이닝만 소화했다.

### 두산 베어스시절
2018년 KBO 리그 2차 드래프트를 통해 이적하였다. 이적하자마자 2018년 시즌 개막 엔트리에 포함됐지만, 3월 31일 kt전에서 한 이닝에 만루 홈런 2개를 허용하며 KBO 리그 사상 첫 한만두(한 경기에서 만루 홈런을 두 번 허용)로 불렸다. 한 이닝동안 무려 51개의 공을 던지며 7피안타, 2피홈런, 9실점으로 최악의 투구를 했고, 경기 직후 1군 엔트리에서 바로 말소돼 2018년 시즌의 대부분을 2군에서 보냈다. 9월 중순에 1군으로 승격돼 후반기 평균자책점 3.27을 기록했다.
하지만 불안한 제구력을 이겨내지 못한 채 더 이상 좋은 모습을 보여 주지 못했고, 2019 시즌 후 방출돼 현역 선수 생활을 마감했다.

## 국가대표 경력

### 2005년 야구 월드컵
프로 시즌 2년차 때인 2005년 9월 제 36회 야구 월드컵을 위한 국가대표팀에 첫 선발돼 기대 이상의 맹활약을 펼쳐 최희섭, 김병현, 홍성흔 등이 참가했던 1998년 대회 이후 7년만에 대한민국이 준우승을 차지하는 데 큰 공헌을 했다.
9월 8일 브라질과의 A조 3차전에 구원 등판해 152km 강속구를 던지며 3이닝 7탈삼진, 1피안타 무실점으로 세이브를 기록한 후, 9월 11일 중국과의 6차전에 선발 등판해 7회까지 퍼펙트 피칭을 하며 7⅓이닝 12탈삼진, 2피안타, 1실점으로 승리 투수가 됐다.
9월 15일 일본과의 8강전에서도 승리를 이끌며 4강의 주역이 됐다. 150km/h가 넘는 강속구를 주무기로 3할대 타자만 10여명이 포진한 일본의 강타자들을 경기 내내 압도하며 8이닝 10탈삼진, 9피안타, 1실점으로 호투해 경기 MVP와 함께 대한민국의 4강 진출의 일등 공신이 됐다.
9월 17일에 열린 결승전에서도 선발 등판해 4이닝동안 3탈삼진, 4피안타, 1실점으로 선전했지만 타선이 침묵해 쿠바에 패했다. 하지만 4경기에서 2승 1패, 1세이브, 평균자책점 1.21에 22.1이닝동안 32탈삼진을 기록하며 탈삼진왕에 선정되는 등 특급 투수에 버금가는 활약을 펼쳐 귀국 후 한동안 주목을 받았다.

## 출신 학교
- 동삼초등학교
- 부산중학교
- 부산고등학교

## 통산 기록
| 연도 | 팀명   | 평균자책점 | 경기 | 완투 | 완봉 | 승 | 패 | 세 | 홀 | 승률  | 타자 | 이닝  | 피안타 | 피홈런 | 볼넷 | 사구 | 탈삼진 | 실점 | 자책점 |
| ---- | ------ | ---------- | ---- | ---- | ---- | -- | -- | -- | -- | ----- | ---- | ----- | ------ | ------ | ---- | ---- | ------ | ---- | ------ |
| 2004 | 롯데   | 2.84       | 6    | 0    | 0    | 0  | 0  | 0  | 0  | 0.000 | 29   | 6.1   | 8      | 1      | 3    | 0    | 2      | 2    | 2      |
| 2005 | 롯데   | 9.20       | 11   | 0    | 0    | 0  | 1  | 0  | 0  | 0.000 | 76   | 14.2  | 25     | 2      | 5    | 4    | 8      | 17   | 15     |
| 2006 | 롯데   | 6.60       | 23   | 0    | 0    | 1  | 3  | 1  | 0  | 0.250 | 149  | 30    | 43     | 2      | 17   | 3    | 27     | 23   | 22     |
| 2007 | 롯데   | 2.67       | 41   | 0    | 0    | 3  | 2  | 0  | 7  | 0.600 | 229  | 57.1  | 39     | 0      | 26   | 5    | 53     | 17   | 17     |
| 2008 | 롯데   | 9.00       | 2    | 0    | 0    | 0  | 0  | 0  | 0  | 0.000 | 7    | 1     | 1      | 0      | 2    | 1    | 0      | 1    | 1      |
| 2012 | 롯데   | 3.49       | 71   | 0    | 0    | 8  | 8  | 1  | 17 | 0.500 | 286  | 67.2  | 65     | 5      | 24   | 5    | 50     | 31   | 27     |
| 2013 | 롯데   | 5.79       | 13   | 0    | 0    | 0  | 0  | 0  | 1  | -     | 49   | 9.1   | 13     | 1      | 6    | 0    | 9      | 8    | 6      |
| 2014 | 롯데   | 2.58       | 41   | 0    | 0    | 2  | 2  | 0  | 1  | 0.500 | 198  | 45.1  | 41     | 1      | 25   | 3    | 43     | 17   | 13     |
| 2015 | KT     | 13.50      | 8    | 0    | 0    | 0  | 0  | 0  | 0  | -     | 19   | 2.2   | 4      | 1      | 7    | 0    | 0      | 4    | 4      |
| 2018 | 두산   | 11.70      | 8    | 0    | 0    | 0  | 0  | 0  | 0  | -     | 52   | 10    | 15     | 3      | 8    | 0    | 10     | 13   | 13     |
| 2019 | 두산   | 99.99      | 1    | 0    | 0    | 0  | 0  | 0  | 0  | -     | 3    | 0     | 0      | 0      | 2    | 0    | 0      | 3    | 2      |
| 통산 | 11시즌 | 4.49       | 225  | 0    | 0    | 14 | 16 | 2  | 26 | 0.467 | 1097 | 244.1 | 254    | 16     | 125  | 21   | 202    | 136  | 122    |